# 市中区 (済南市)
市中区（しちゅう-く）は、中華人民共和国山東省済南市に位置する市轄区。

## 行政区画
下部に17街道を管轄する。
- 街道
  - 大観園街道、杆石橋街道、四里村街道、魏家荘街道、二七街道、七里山街道、六里山街道、舜玉路街道、濼源街道、王官荘街道、舜耕街道、白馬山街道、七賢街道、十六里河街道、興隆街道、党家街道、陡溝街道

## 名所旧跡
- 五龍潭